# Zelfportret voor een spiegel
Zelfportret voor een spiegel (Frans:  Autoportrait devant un miroir) is een schilderij van de Franse kunstschilder Henri de Toulouse-Lautrec uit 1882-1883, olieverf op karton, 40,3 x 32,4 centimeter groot. Het werk bevindt zich in de collectie van het Musée Toulouse-Lautrec te Albi.

## Context
Toulouse-Lautrec was de enige zoon van vermogende ouders uit de oud-Franse adel. Een mondain leven als aristocraat leek in het verschiet, ware het niet dat hij aan een vorm van Pycnodysostose leed, een groeistoornis gepaard gaand met korte ledematen en een broos bottengestel. Op zijn dertiende brak hij zijn rechterbeen en een jaar later zijn linkerbeen, waarna hij langdurig kuurde. Samen met zijn ouders verbleef hij onder andere in Nice en op het kasteel Céleyran in Salles-d'Aude. Tijdens deze kuurperiodes legde hij zich intensief toe op tekenen en schilderen. In 1881 verhuisde hij naar Parijs, waar hij in 1882 te Montmartre in de leer trad bij Léon Bonnat. Van Bonnat leerde hij vooral de kunst van het portretschilderen. Het meest voldragen werk uit deze periode is Zelfportret voor een spiegel. Het zou uiteindelijk zijn enige zelfportret in olieverf blijken waarop hij zijn gezicht liet zien.

## Afbeelding
Zelfportret voor een spiegel toont niet alleen Toulouse-Lautrecs uitzonderlijk vroege talent (hij was pas achttien jaar toen hij het maakte), maar vooral ook zijn eigengereide, onafhankelijke houding. Werkend onder de vleugels van de traditioneel-academisch werkende Bonnat is het opvallend hoe hij al van meet af aan zijn eigen stijl kiest, onder invloed van het impressionisme. Hij houdt duidelijk niet van kunstenaarsportretten volgens het boekje, met het penseel in de hand, maar kiest voor een teruggetrokken pose. Zijn afstandelijkheid wordt onderstreept door de voorwerpen op de voorgrond, die als een soort van barrière tussen zijn beeltenis en de toeschouwer staan plaatst. Zijn spiegelbeeld is onscherp weergegeven, in scherp tegenlicht, en de spiegel wordt duidelijk zichtbaar afgebeeld, waarmee hij meteen ook zijn werkwijze prijs geeft. Op deze manier creëert hij een vervreemdend effect. Het lijkt bijna of hij zich verstopt, alsof hij zich niet wil laten zien. Opmerkelijk is dat hij alleen zijn torso weergeeft, waardoor zijn korte ledematen niet zichtbaar zijn.

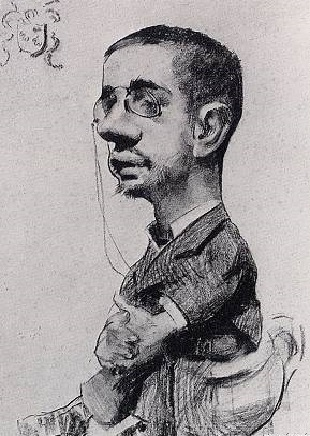
Zelfkarikatuur door Lautrec, zelfde periode

Kunsthistoricus Jordi Vigué ziet in de afstand die de schilder in het portret creëert ook een zekere bovenzinnelijkheid. Hij duidt de klok met het zwijnenbeeldje als volat irreparibele tempus (de tijd vliegt onherroepelijk voorbij) en de kaars in de kandelaar als quotidie morior (ik sterf elke dag een beetje). Anders gezegd: het leven leidt slechts naar de dood. Vigué ziet het als een voorteken van het leven dat de jonge schilder wachtte: vol somberheid en depressies.
Curieus is dat Toulouse-Lautrec in zich in latere zelfportretten bijna altijd ironisch of als een karikatuur zou afbeelden. Vaak dreef hij daarbij de spot met zijn afwijkende lichaamskenmerken, waaronder ook zijn geprononceerde neus en volle lippen. Hij vond er een eigen manier in om om te gaan met zijn fysieke mismaaktheid, die hij altijd probeerde te verdringen, was het niet in zijn werk, dan wel in het leven dat jij leidde: vol drank en seks, "in een voortdurende poging er het maximale genot uit te halen", aldus Vigué: "te vergeten wellicht".